# Libania Grenot
Libania Grenot Martinez, née le 12 juillet 1983 à Santiago de Cuba, est une athlète cubaine, naturalisée italienne en 2008, spécialiste du 400 mètres.

## Biographie

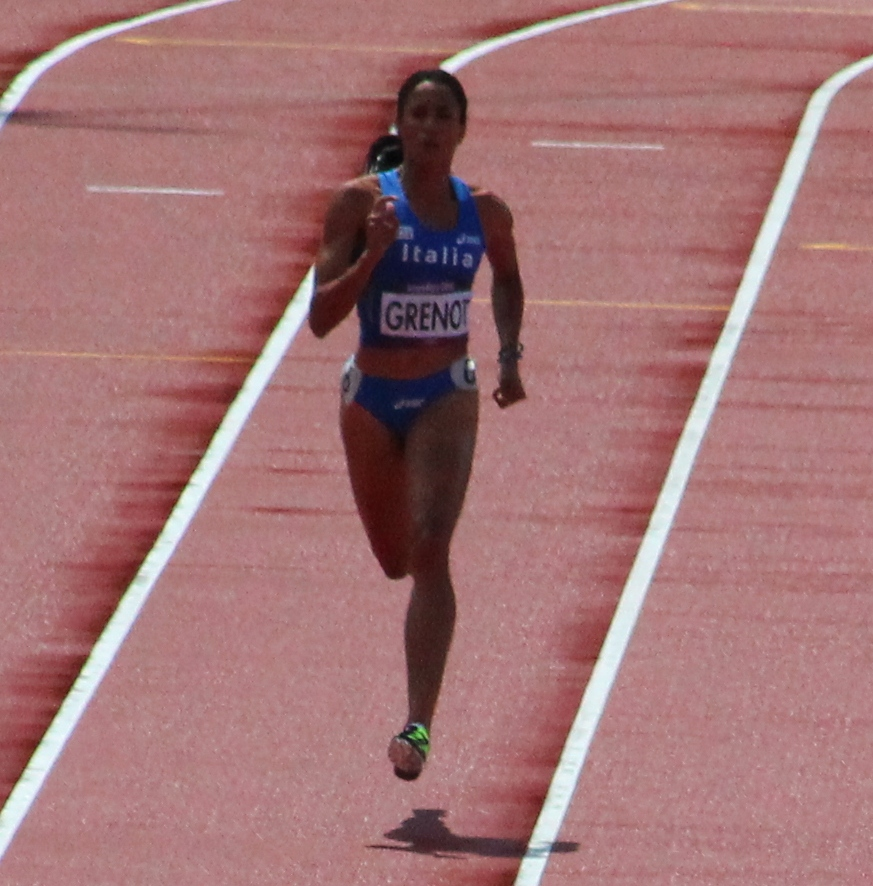
Libania Grenot lors des Jeux olympiques de 2012

Jusqu'en 2005, Libania Grenot participe aux compétitions internationales sous les couleurs de Cuba, notamment lors des Championnats d'Amérique centrale et des Caraïbes 2005 à Nassau où elle remporte deux médailles de bronze (400 mètres individuelle et relais 4 × 400) et des Championnats du monde 2005 à Helsinki où elle ne parvient toutefois pas à dépasser le stade des qualifications sur 400 mètres.
En 2006, Libania Grenot se marie à un Italien et s'installe à Casal Palocco à Rome et en 2008 elle devient Italienne. Elle s'entraine dès lors avec Riccardo Pisani et Andrea Barberi à Tivoli au stade Olindo Galli.
Avec 50 s 83 aux Jeux olympiques de Pékin en demi-finale, elle ne se qualifie pas malgré le record national battu. Elle remporte les Jeux méditerranéens 2009, avec un autre record national battu en 50 s 30. En 2010, lors des Championnats d'Europe à Barcelone, elle termine quatrième du 400 m en 50 s 43 derrière trois athlètes russes. Elle récupère rétroactivement la médaille de bronze, ainsi qu'au relais 4 x 400 m.
Lors des Jeux méditerranéens 2013, elle remporte la médaille d'argent sur 200 m à 2/100e de la Chypriote Eléni Artymatá.

### Titres européens (2014 et 2016)

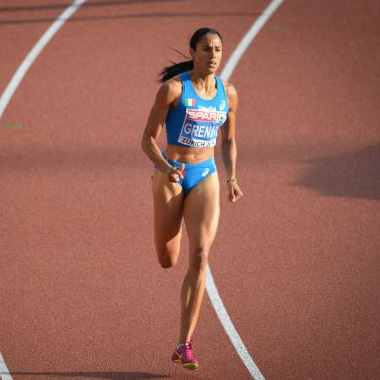
Libania Grenot lors des championnats d'Europe 2014

En 2014, Libania Grenot remporte le 400 m des Championnats d'Europe de Zürich en 51 s 10, devançant l'Ukrainienne Olha Zemlyak (51 s 36) et l'Espagnole Indira Terrero (51 s 38). Sur 4 × 400 m, les Italiennes termineront 7e.
Le 27 mai 2016, l'Italienne établit à Tampa un nouveau record d'Italie du 200 m en 22 s 56 (+ 1,9 m/s), effaçant les 22 s 60 de Manuela Levorato de 1999. Elle détient désormais les records nationaux du 200 m (22 s 56), 300 m (36 s 82) et 400 m (50 s 30). 
Le 8 juillet, au terme d'une superbe course, Grenot conserve son titre européen acquis à Zürich en 2014 à l'occasion des Championnats d'Europe d'Amsterdam, en 50 s 73, pour devancer sur le podium la Française Floria Gueï (51 s 21) et la Britannique Anyika Onuora (51 s 47). Deux jours plus tard, l'Italienne décroche également la bronze avec ses coéquipières dans le relais 4 x 400 m, devancée par le Royaume-Uni et la France.
Le 28 juin 2018, à Tarragone, Libania Grenot décroche la médaille d'argent du 400 m des Jeux méditerranéens en 51 s 32. Elle est devancée par la Chypriote Eléni Artymatá (51 s 19), qui l'avait déjà battu sur ce championnat en 2013 sur le 200 m. Deux jours plus tard, ses coéquipières et elle remportent le relais 4 x 400 m en 3 min 28 s 08, record des Jeux.
En mai 2019, elle annonce être enceinte et mettre fin à sa carrière sportive.

## Palmarès

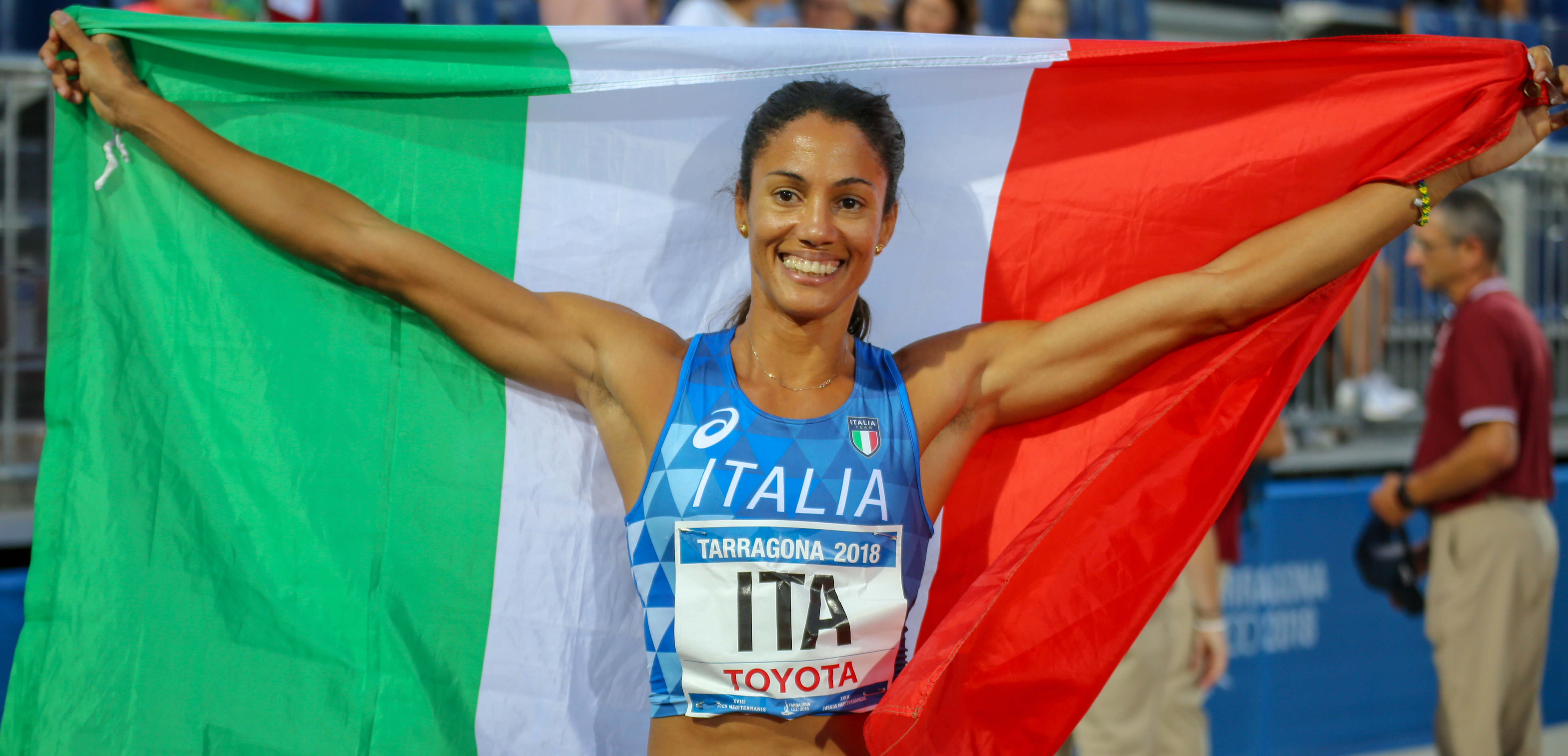
Libania Grenot at the 2018 Mediterranean Games

| Date                   | Compétition                       | Lieu              | Résultat          | Épreuve           | Temps             |
| Représentant Cuba      | Représentant Cuba                 | Représentant Cuba | Représentant Cuba | Représentant Cuba | Représentant Cuba |
| ---------------------- | --------------------------------- | ----------------- | ----------------- | ----------------- | ----------------- |
| 1999                   | Championnats du monde cadets      | Bydgoszcz         | 5e                | 400 m             | 54 s 43           |
| 2003                   | Jeux panaméricains                | Saint-Domingue    | 4e                | 400 m             | 52 s 23           |
| 2003                   | Jeux panaméricains                | Saint-Domingue    | 5e                | 4 × 400 m         | 3 min 28 s 79     |
| 2005                   | Championnats d'Amérique centrale  | Nassau            | 3e                | 400 m             | 51 s 53           |
| 2005                   | Championnats d'Amérique centrale  | Nassau            | 3e                | 4 × 400 m         | 3 min 33 s 85     |
| Représentant l' Italie |                                   |                   |                   |                   |                   |
| 2009                   | Championnats d'Europe par équipes | Leiria            | 1re               | 400 m             | 51 s 16           |
| 2009                   | Championnats d'Europe par équipes | Leiria            | 2e                | 4 x 400 m         | 3 min 28 s 77     |
| 2009                   | Jeux méditerranéens               | Pescara           | 1re               | 400 m             | 50 s 30           |
| 2010                   | Championnats d'Europe             | Barcelone         | 3e                | 400 m             | 50 s 43           |
| 2010                   | Championnats d'Europe             | Barcelone         | 3e                | 4 × 400 m         | 3 min 25 s 71     |
| 2010                   | Coupe continentale                | Split             | 6e                | 400 m             | 51 s 74           |
| 2011                   | Jeux mondiaux militaires          | Rio de Janeiro    | 3e                | 400 m             | 52 s 43           |
| 2012                   | Championnats d'Europe             | Helsinki          | 6e                | 400 m             | 52 s 57           |
| 2013                   | Championnats d'Europe par équipes | Gateshead         | 4e                | 200 m             | 23 s 29           |
| 2013                   | Championnats d'Europe par équipes | Gateshead         | 4e                | 400 m             | 51 s 84           |
| 2013                   | Championnats du monde             | Moscou            | —                 | 4 × 400 m         | DSQ               |
| 2013                   | Jeux méditerranéens               | Mersin            | 2e                | 200 m             | 23 s 20           |
| 2014                   | Relais mondiaux de l'IAAF         | Nassau            | 6e                | 4 × 400 m         | 3 min 27 s 44     |
| 2014                   | Championnats d'Europe par équipes | Brunswick         | 4e                | 400 m             | 52 s 46           |
| 2014                   | Championnats d'Europe par équipes | Brunswick         | 7e                | 4 x 400 m         | 3 min 30 s 17     |
| 2014                   | Championnats d'Europe             | Zurich            | 1re               | 400 m             | 51 s 10           |
| 2014                   | Championnats d'Europe             | Zurich            | 7e                | 4 × 400 m         | 3 min 28 s 30     |
| 2014                   | Coupe continentale                | Marrakech         | 3e                | 400 m             | 50 s 60           |
| 2014                   | Coupe continentale                | Marrakech         | 2e                | 4 × 400 m         | 3 min 24 s 12     |
| 2015                   | Championnats d'Europe par équipes | Tcheboksary       | 3e                | 400 m             | 51 s 82           |
| 2016                   | Championnats d'Europe             | Amsterdam         | 1re               | 400 m             | 50 s 73           |
| 2016                   | Championnats d'Europe             | Amsterdam         | 3e                | 4 x 400 m         | 3 min 27 s 49     |
| 2016                   | Jeux olympiques                   | Rio de Janeiro    | 7e                | 400 m             | 51 s 25           |
| 2016                   | Jeux olympiques                   | Rio de Janeiro    | 5e                | 4 x 400 m         | 3 min 27 s 05     |
| 2016                   | Ligue de diamant                  | Ligue de diamant  | 6e                | 400 m             | détails           |
| 2018                   | Jeux méditerranéens               | Tarragone         | 2e                | 400 m             | 51 s 32           |
| 2018                   | Jeux méditerranéens               | Tarragone         | 1re               | 400 m             | 3 min 28 s 08     |
| 2018                   | Championnats d'Europe             | Berlin            | 5e                | 4 x 400 m         | 3 min 28 s 62     |

## Records
| Épreuve | Épreuve   | Performance              | Lieu    | Date            |
| ------- | --------- | ------------------------ | ------- | --------------- |
| 200 m   | Plein air | 22 s 56 (+ 1,9 m/s) (NR) | Tampa   | 27 mai 2016     |
| 300 m   | Plein air | 36 s 82 (NR)             | Atlanta | 16 mai 2014     |
| 400 m   | Plein air | 50 s 30 (NR)             | Pescara | 2 juillet 2009  |
| 400 m   | En salle  | 54 s 44                  | Ancône  | 27 janvier 2008 |